# 约安内斯·埃德斯加德
约安内斯·埃德斯加德（1951年4月19日—），法罗群岛政治人物。前法罗群岛财政部长；2004年2月至2008年9月，担任法罗群岛總理。